# Alaska
Alaska (/əˈlæskə/ ⓘ) là một tiểu bang của Hoa Kỳ, nằm tại đầu tây bắc của lục địa Bắc Mỹ. Alaska giáp với hai tỉnh Yukon và British Columbia của Canada ở phía đông, giáp với Bắc Băng Dương ở phía bắc, và giáp với Thái Bình Dương ở phía tây và phía nam, đối diện với Nga qua eo biển Bering. Alaska là bang có diện tích lớn nhất trong 50 bang, ít dân thứ tư và thưa dân nhất tại Hoa Kỳ (do phần lớn diện tích nằm trong vùng cực Bắc). Xấp xỉ một nửa trong số 731.449 cư dân của Alaska sống trong vùng đô thị Anchorage. Chiếm vị thế chi phối trong nền kinh tế của Alaska là các ngành dầu mỏ, khí thiên nhiên, và ngư nghiệp, cũng là những tài nguyên mà Alaska có trữ lượng phong phú. Du lịch cũng là một thành phần quan trọng của nền kinh tế bang.
Người bản địa chiếm giữ vùng đất nay là Alaska bắt đầu từ hàng nghìn năm trước, và từ thế kỷ 18 trở đi, các thế lực châu Âu nhận định việc khai thác lãnh thổ này đã chín muồi. Hoa Kỳ mua Alaska từ Đế quốc Nga vào ngày 30 tháng 3 năm 1867. Khu vực trải qua một vài thay đổi về mặt hành chính trước khi được tổ chức thành một lãnh thổ vào ngày 11 tháng 5 năm 1912. Alaska được công nhận là bang thứ 49 của Hoa Kỳ vào ngày 3 tháng 1 năm 1959.

## Địa lý
Bờ biển của Alaska dài hơn tổng chiều dài bờ biển của tất cả các bang khác tại Hoa Kỳ. Đây là bang không liền kề duy nhất của Hoa Kỳ nằm trên lục địa Bắc Mỹ; Alaska tách biệt với bang Washington qua 500 dặm (800 km) của tỉnh British Columbia (Canada). Alaska do vậy là một lãnh thổ tách rời của Hoa Kỳ, cũng có thể là vùng lãnh thổ tách rời lớn nhất trên thế giới. Về mặt kỹ thuật thì Alaska là một bộ phận của Hoa Kỳ lục địa, song bang vắng bóng trong cách dùng thông tục của từ này. Thủ phủ của bang là Juneau, thành phố nằm trên lục địa Bắc Mỹ, song không có liên kết bằng đường bộ với phần còn lại của hệ thống xa lộ Bắc Mỹ.

Kích thước của Alaska so với "48 bang liền kề".

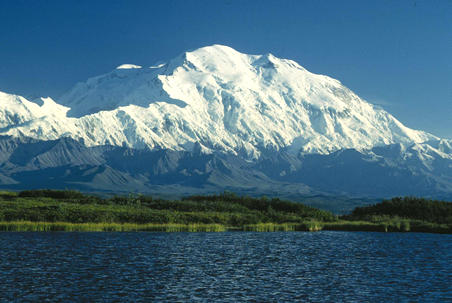
Núi Denali ở Alaska là đỉnh núi cao nhất tại Bắc Mỹ

Ở phía đông, Alaska giáp với lãnh thổ Yukon và tỉnh British Columbia của Canada; ở phía nam, Alaska giáp với vịnh Alaska và Thái Bình Dương; ở phía tây, Alaska giáp với biển Bering, eo biển Bering, và biển Chukchi; ở phía bắc, Alaska giáp với Bắc Băng Dương. Vùng lãnh hải của Alaska nằm sát với vùng lãnh hải của Nga trên eo biển Bering, do đảo Diomede Lớn của Nga và đảo Diomede Nhỏ của Alaska chỉ cách nhau 4,8 kilômét (3,0 mi). Quần đảo Aleut kéo dài sang Đông bán cầu, do vậy về mặt kỹ thuật thì Alaska là bang cực đông và cực tây của Hoa Kỳ, cũng như là cực bắc.
Alaska là bang lớn nhất Hoa Kỳ với diện tích 586.412 dặm vuông Anh (1.518.800 km2), gấp hai lần kích thước của bang đứng thứ hai là Texas. Alaska chỉ nhỏ hơn 18 quốc gia có chủ quyền. Diện tích vùng lãnh hải của Alaska lớn hơn diện tích của ba bang đứng liền sau là Texas, California, và Montana cộng lại. Diện tích của Alaska cũng lớn hơn tổng diện tích của 22 bang nhỏ nhất tại Hoa Kỳ.
Với cả vạn hòn đảo, Alaska có gần 34.000 dặm (54.720 km) bờ biển. Quần đảo Aleut kéo dài về phía tây từ mũi phía nam của bán đảo Alaska. Phát hiện được nhiều núi lửa hoạt động trên quần đảo Aleut và các khu vực ven biển. Chẳng hạn như trên đảo Unimak có núi Shishaldin- là một núi lửa âm ỉ cao 10.000 foot (3.048 m) trên Bắc Thái Bình Dương. Đây là núi lửa hình nón hoàn hảo nhất trên Trái Đất, thậm chí còn đối xứng hơn cả núi Phú Sĩ của Nhật Bản. Chuỗi các núi lửa kéo dài đến núi Spurr ở phía tây Anchorage trên lục địa. Các nhà địa chất học xác định Alaska là một bộ phận của Wrangellia, một vùng rộng lớn bao gồm cả các vùng đất của Canada ở Tây Bắc Thái Bình Dương.
Alaska có trên ba triệu hồ. Các đầm lầy và các vùng đất đóng băng vĩnh cửu ngập nước chiếm diện tích 188.320 dặm vuông Anh (487.747 km2) (hầu hết nằm tại các bình nguyên ở bắc bộ, tây bộ và tây nam bộ). Băng của các sông băng bao trùm khoảng 16.000 dặm vuông Anh (41.440 km2) đất và 1.200 dặm vuông Anh (3.110 km2) vùng triều. Phức hợp sông băng Bering nằm gần biên giới đông nam với Yukon bao trùm 2.250 dặm vuông Anh (5.827 km2) bề mặt. Với trên 100.000 sông băng, Alaska sở hữu một nửa số sông băng trên thế giới.

### Khí hậu

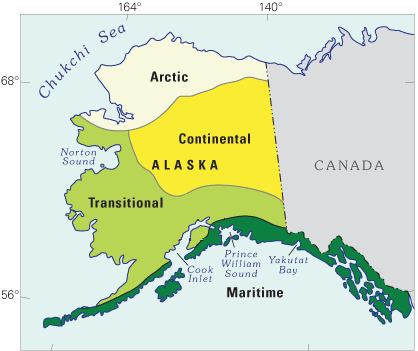
Bản đồ thể hiện các vùng khí hậu của Alaska.

Vùng Đông Nam Alaska có một khí hậu đại dương vĩ độ trung (phân loại khí hậu Köppen: Cfb) ở phần phía nam và một khí hậu cận Bắc cực (Köppen Cfc) ở phần phía bắc. Xét theo trung bình hàng năm, vùng Đông Nam là nơi ẩm ướt nhất và ấm nhất tại Alaska, với nhiệt độ không quá lạnh vào mùa đông và lượng giáng thủy cao quanh năm. Đây cũng là vùng duy nhất tại Alaska có nhiệt độ trung bình cao ban ngày trên mức đóng băng trong những tháng mùa đông. Khí hậu vùng Anchorage và vùng Trung Nam Alaska là ôn hòa theo tiêu chuẩn tại Alaska do vùng này nằm gần bờ biển. Mặc dù có lượng mưa thấp hơn vùng Đông Nam Alaska, song vùng này lại có nhiều tuyết hơn, và ban ngày có xu hướng quang đãng hơn. Khu vực có khí hậu cận Bắc cực do có một mùa hè ngắn và mát. Khí hậu Tây Alaska được xác định phần lớn nhờ biển Bering và vịnh Alaska, vùng này có khí hậu cận Bắc cực đại dương ở phần tây nam và khí hậu cận Bắc cực lục địa ở xa về phía bắc, có lượng giáng thủy lớn. Vùng nội địa của Alaska có khí hậu cận Bắc cực. Một số nhiệt độ cao nhất và thấp nhất tại Alaska xảy ra tại khu vực gần Fairbanks. Nhiệt độ có thể lên tới khoảng 90 °F (khoảng 30 °C), còn mùa đông có thể xuống dưới −60 °F (−51 °C).
Nhiệt độ tối cao và tối thấp từng ghi nhận được tại Alaska đều là ở vùng Nội địa. Nhiệt độ cao nhất là 100 °F (38 °C) ở Fort Yukon (cách 8 mi hay 13 km về phía bắc của vòng Bắc cực) vào ngày 27 tháng 6 năm 1915, Nhiệt độ thấp nhất được ghi nhận tại Alaska là −80 °F (−62 °C) tại Prospect Creek vào ngày 23 tháng 1 năm 1971.

## Lịch sử

### Người bản địa Alaska
Nhiều dân tộc bản địa chiếm giữ Alaska trong hàng nghìn năm trước khi những người châu Âu tiếp cận khu vực. Người Tlingit phát triển một xã hội theo hệ thống mẫu hệ về thừa kế tài sản và dòng dõi ở địa bàn nay là Đông Nam Alaska, cùng một phần British Columbia và Yukon. Ở vùng Đông Nam còn có người Haida, hiện nay được biết đến nhiều nhờ tài nghệ thuật độc đáo của họ. Người Tsimshian đến Alaska từ British Columbia vào năm 1887, khi Tổng thống Grover Cleveland, và sau đó là Quốc hội Hoa Kỳ cấp cho họ quyền được định cư trên đảo Annette và thành lập đô thị Metlakatla. Toàn bộ ba dân tộc này, cũng như các dân tộc bản địa khác ở vùng Tây Bắc Thái Bình Dương, đều từng chịu cảnh bệnh đậu mùa bùng phát trong cộng đồng kể từ cuối thế kỷ 18 sang đến giữa thế kỷ 19, nặng nề nhất là trong những năm 1830 và 1860, khiến nhiều người tử vong và xã hội bị phá vỡ.
Quần đảo Aleut là nơi sinh sống của người Aleut, một xã hội có truyền thống đi biển, họ là dân tộc bản địa đầu tiên tại Alaska bị người Nga khai thác. Tây và Tây Nam Alaska là nơi sinh sống của người Yup'ik, họ hàng của họ là người Alutiiq sống tại địa bàn nay là Trung Nam Alaska. Người Gwich'in ở vùng bắc bộ Nội địa có cuộc sống phụ thuộc vào tuần lộc. Vùng North Slope và đảo Diomede Nhỏ do người Inuit chiếm giữ.

### Thực dân hóa
Một số nhà nghiên cứu cho rằng khu định cư đầu tiên của người Nga tại Alaska được thành lập vào thế kỷ 17. Theo giả thuyết này, vào năm 1648 có một vài thuyền Koch trong đoàn thám hiểm của Semyon Dezhnyov dạt vào bờ biển Alaska do gặp bão và thành lập nên điểm định cư. Giả thuyết này dựa trên lời chứng nhận của nhà địa lý học người Chukchi Nikolai Daurkin, ông đến thăm Alaska vào năm 1764–1765 và ghi nhận có một làng ven sông Kheuveren, dân cư là "người có râu" và họ "cầu nguyện trước các tượng thánh". Một số nhà nghiên cứu hiện đại liên hệ Kheuveren với sông Koyuk.

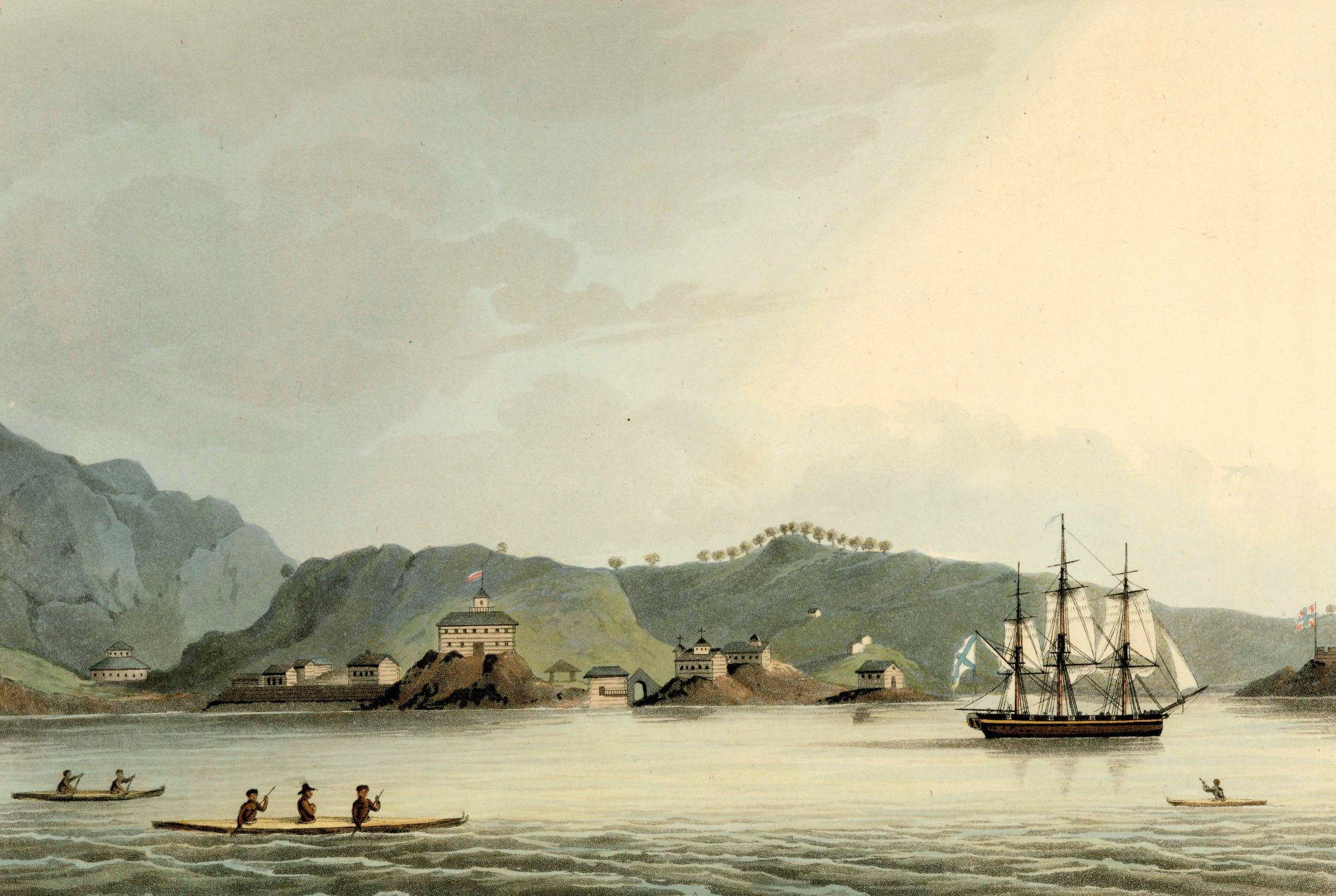
Điểm định cư của người Nga trên đảo Kodiak, 1814.

Tàu đầu tiên của người châu Âu tiến đến Alaska được nhìn nhận rộng rãi là St. Gabriel dưới quyền M. S. Gvozdev và phó là Ivan Fyodorov vào ngày 21 tháng 8 năm 1732 trong một đoàn thám hiểm của A. F. Shestakov và nhà thám hiểm Dmitry Pavlutsky (1729—1735)
Một tiếp xúc khác giữa người châu Âu với Alaska diễn ra vào năm 1741, khi Vitus Bering dẫn đầu một đoàn thám hiểm cho Hải quân Nga trên chiếc tàu St. Peter. Sau khi đội của ông trở về đến Nga với các tấm da sống của loài rái cá biển- được đánh giá là bộ da tốt nhất thế giới, các hãng buôn lông thú nhỏ bắt đầu đi thuyền từ bờ biển Siberia hướng về quần đảo Aleut. Khu định cư thường xuyên đầu tiên của người châu Âu được thành lập vào năm 1784.
Từ năm 1774 đến năm 1800, Phó vương quốc Tân Tây Ban Nha cử một vài đoàn thám hiểm đến Alaska để khẳng định tuyên bố chủ quyền của họ đối với vùng Tây Bắc Thái Bình Dương. Năm 1789, một điểm định cư và pháo đài của người Tây Ban Nha được xây dựng tại Nootka Sound. Các đoàn thám hiểm này đặt tên cho các địa điểm như Valdez, Bucareli Sound, và Cordova. Sau đó, Công ty Nga-Mỹ tiến hành một chương trình thuộc địa hóa mở rộng trong giai đoạn từ đầu đến giữa thế kỷ 19.
Sitka, được đổi tên thành New Archangel từ năm 1804 đến năm 1867, trên đảo Baranof tại quần đảo Alexander tại nơi mà nay là Đông Nam Alaska, trở thành thủ phủ của châu Mỹ thuộc Nga. Nơi này vẫn đóng vai trò là thủ phủ sau khi thuộc địa được chuyển giao cho Hoa Kỳ. Người Nga chưa từng thuộc địa hóa hoàn toàn Alaska, và thuộc địa chưa từng sinh lời cao. Bằng chứng về các điểm định cư của người Nga tồn tại trong các địa danh và nhà thờ còn lại trên khắp vùng Đông Nam Alaska.
Bộ trưởng Ngoại giao Hoa Kỳ William H. Seward đàm phán để mua Alaska từ người Nga vào năm 1867 với giá 7,2 triệu đô la Mỹ. Ban đầu, quân đội quản lý Alaska một cách lóng lẻo, và sau đó vùng đất này được quản lý như một quận bắt đầu từ năm 1884, thống đốc Alaska do Tổng thống Hoa Kỳ bổ nhiệm. Một chính quyền quận liên bang có trụ sở tại Sitka.
Hầu hết thập niên đầu tiên Alaska nằm dưới chủ quyền của Hoa Kỳ, Sitka là cộng đồng duy nhất có những người định cư Mỹ. Họ tổ chức một "chính quyền thành phố lâm thời," là chính quyền đô thị đầu tiên của Alaska, song không có ý nghĩa về mặt pháp lý. Pháp luật cho phép các cộng đồng tại Alaska được hợp nhất một cách hợp pháp thành thành phố từ năm 1900, và chế độ địa phương cho các thành phố hết sức hạn chế hoặc không có cho đến khi Alaska trở thành bang vào năm 1959.

### Lãnh thổ của Hoa Kỳ
Bắt đầu từ những năm 1890 và kéo dài ở một số nơi đến đầu thập niên 1910, các cơn sốt vàng tại Alaska và Lãnh thổ Yukon liền kề dẫn đến việc có hàng nghìn thợ mỏ và người định cư đến Alaska. Alaska được chính thức hợp nhất thành một lãnh thổ có tổ chức vào năm 1912. Sitka giữ vai trò là thủ phủ của Alaska cho đến năm 1906, sau đó thủ phủ được di chuyển đến Juneau. Việc xây dựng Dinh Thống đốc Alaska bắt đầu vào cùng năm. Những người định cư châu Âu từ Na Uy và Thụy Điển cũng định cư tại Đông Nam Alaska, tại đây họ tham gia vào các ngành kinh tế như đánh cá và đốn gỗ.

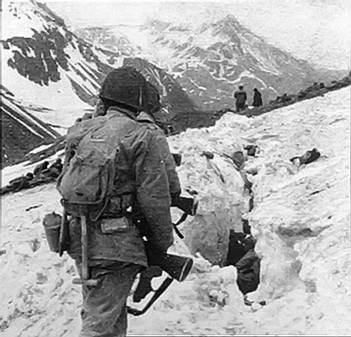
Quân đội Hoa Kỳ vượt qua băng tuyết trong trận Attu vào tháng 5 năm 1943.

Trong Chiến tranh thế giới thứ hai, Chiến dịch Quần đảo Aleut tập trung vào ba hòn đảo ở phía xa của quần đảo Aleut – Attu, Agattu và Kiska, quân đội Nhật Bản xâm chiếm ba hòn đảo từ tháng 6 năm 1942 đến tháng 8 năm 1943. Unalaska/Dutch Harbor trở thành một căn cứ quan trọng của quân đoàn Không quân và tàu ngầm Hải quân Hoa Kỳ.
Trong chương trình Vay-Thuê, các chiến đấu cơ của Hoa Kỳ bay qua Canada đến Fairbanks và từ đây đến Nome; các phi công Liên Xô nhận lấy các máy bay này và đưa chúng đi giao chiến với Đệ Tam Đế Chế. Việc xây dựng các căn cứ quân sự góp phần vào tăng trưởng dân số tại một số thành phố của Alaska.

### Trở thành tiểu bang
Trao quy chế tiểu bang cho Alaska trở thành một mục tiêu quan trọng của James Wickersham trong các nhiệm kỳ Đại biểu Quốc hội của ông. Trong những thập niên sau, cuộc vận động yêu cầu cấp quy chế tiểu bang đạt được thành tựu thực tế đầu tiên sau một cuộc trưng cầu dân ý địa phương vào năm 1946. Ủy ban cấp địa vị bang Alaska và Hiệp định Hiến pháp Alaska cũng sớm theo sau. Những người ủng hộ quy chế bang tiến hành các cuộc chiến lớn chống lại các đối thủ chính trị, hầu hết là tại Hạ viện Hoa Kỳ song cũng có tại Alaska. Quy chế bang cho Alaska được Quốc hội thông qua vào ngày 7 tháng 7 năm 1958. Alaska chính thức được tuyên bố có tư cách là một bang của Mỹ vào ngày 3 tháng 1 năm 1959.
Ngày 27 tháng 3 năm 2020, "Động đất Thứ Sáu xấu xa
" khiến 133 thiệt mạng và phá hủy một vài ngôi làng và nhiều khu vực của các cộng đồng ven biển lớn. Đây là trận động đất mạnh thứ ba trên thế giới từng được ghi nhận, với cường độ 9,2MW.
Việc phát hiện ra dầu tại vịnh Prudhoe vào năm 1968 và việc hoàn thành Đường ống dẫn dầu xuyên Alaska vào năm 1977 dẫn đến bùng nổ dầu mỏ tại bang. Thuế thuê mỏ từ các giếng dầu đóng góp phần lớn vào ngân sách của bang kể từ năm 1980 trở đi. Cùng năm đó, Alaska bãi bỏ thuế thu nhập bang.

## Nhân khẩu
Cục Thống kê dân số Hoa Kỳ ước tính dân số Alaska là 731.449 vào ngày 1 tháng 7 năm 2012, tăng 3,0% từ cuộc Điều tra dân số năm 2010.
Năm 2010, Alaska xếp hạng 47 trong số các bang về dân số, đứng trước Bắc Dakota, Vermont, và Wyoming (và Washington, D.C.) Alaska là bang thưa dân nhất tại Hoa Kỳ, và cũng là một trong các khu vực thưa dân nhất trên thế giới, với chỉ 0,46 người/km², trong khi bang đứng trên là Wyoming với 2,2 người/km². Alaska là bang lớn nhất Hoa Kỳ về diện tích, và là bang giàu thứ 10 xét về thu nhập bình quân của mỗi cư dân. Tháng 4 năm 2012, tỷ lệ thất nghiệp của bang là 6,9%.

### Chủng tộc và Nguồn gốc
Theo Điều tra dân số Hoa Kỳ năm 2010, Alaska có 710.231 cư dân. Xét về chủng tộc và dân tộc, 66,7% cư dân của bang là người da trắng (64,1% người da trắng không có nguồn gốc Mỹ Latinh hoặc Iberia), 14,8% là người da đỏ và người bản địa Alaska, 5,4% là người châu Á, 3,3% là người da đen hoặc người Mỹ gốc Phi, 1,0% là người Hawaii bản địa và người các đảo Thái Bình Dương khác, 1,6% đến từ các chủng tộc khác, và 7,3% lai hai chủng tộc trở lên. Người gốc Mỹ Latinh hoặc Iberia chiếm 5,5% tổng số cư dân.
Năm 2011, 50,7% cư dân Alaska dưới một tuổi thuộc các nhóm thiểu số (tức không phải người da trắng không có nguồn gốc Mỹ Latinh hay Iberia).

### Ngôn ngữ
Theo Nghiên cứu Cộng đồng Hoa Kỳ 2005–2007, 84,7% cư dân năm tuổi hoặc lớn hơn tại Alaska chỉ nói tiếng Anh ở nhà. Khoảng 3,5% nói tiếng Tây Ban Nha ở nhà. Khoảng 2,2% nói các ngôn ngữ Ấn-Âu khác tại nhà và 4,3% nói một ngôn ngữ châu Á tại nhà. Và khoảng 5,3% nói các ngôn ngữ khác tại nhà.
Tổng số có 5,2% người Alaska nói một trong số 22 ngôn ngữ bản địa của bang. Các ngôn ngữ này thuộc hai ngữ hệ chính: Eskimo–Aleut và Na-Dene. Do là quê hương của hai ngôn ngữ bản địa chính tại Bắc Mỹ, Alaska được mô tả là ngã tư của lục địa. Các nghiên cứu về ngôn ngữ học và DNA cung cấp bằng chứng cho việc định cư tại Bắc Mỹ theo đường cầu lục địa Bering.

### Tôn giáo
Theo số liệu thống kê của Hiệp hội Lưu trữ Dữ liệu Tôn giáo năm 2010, khoảng 34% cư dân Alaska là thành viên của các giáo đoàn tôn giáo. 100.960 người nhận là tín đồ Phong trào Tin Lành, 50,866 là tín hữu Công giáo La Mã, và 32.550 là tín đồ Tin Lành dòng chính.
Năm 1795, nhà thờ Chính Thống giáo Nga đầu tiên được hình thành tại Kodiak. Việc thông hôn với người bản địa Alaska giúp cho những người định cư Nga hội nhập vào xã hội sở tại. Do vậy, số nhà thờ Chính thống giáo Nga ngày càng tăng lên dần được củng cố tại Alaska. Alaska cũng có tỷ lệ tín đồ Quaker cao nhất trong số các bang tại Hoa Kỳ. Năm 2009, có 6.000 người Do Thái tại Alaska. Ước tính số tín đồ Hồi giáo tại Alaska dao động trong khoảng 2.000 đến 5.000. Người Alaska theo Ấn Độ giáo thường chia sẻ địa điểm và lễ kỷ niệm với thành viên các cộng đồng tôn giáo khác, như đạo Sikh và đạo Jaina.
Cùng với các bang Tây Bắc Thái Bình Dương khác là Washington và Oregon, Alaska được xác định nằm trong số các bang sùng đạo thấp nhất tại Hoa Kỳ, dựa trên tỷ lệ thành viên nhà thờ.